# Stairway to Heaven
"Stairway to Heaven" é uma canção da banda britânica de rock Led Zeppelin, lançada em 8 de novembro de 1971 no quarto álbum de estúdio do grupo, Led Zeppelin IV, pela Atlantic Records. Composta pelo guitarrista Jimmy Page e escrita pelo vocalista Robert Plant, é considerada uma das maiores canções de rock de todos os tempos.
A música percorre uma duração de oito minutos e dois segundos, e é composta por várias seções que, aumentam o volume e o ritmo da canção. A música começa com um dedilhado de violão baseado na música popular, e é acompanhado por flautas antes da introdução da instrumentação elétrica. A seção final é uma elevada secção de ritmo hard rock realçada por um solo de guitarra intrincada por Page.
"Stairway to Heaven" é a canção mais requisitada nas estações de rádio FM dos Estados Unidos, apesar de nunca ter sido lançada com single por lá, e em novembro de 2007, através de vendas por download para promover o lançamento do disco Mothership, a canção alcançou a trigésima sétima posição nas paradas da UK Singles Chart. A faixa foi classificada em terceiro lugar na lista das "100 Melhores Canções de Rock" feita pela VH1 em 2002, e ficou na trigésima primeiro posição na lista das "500 Melhores Canções de Todos os Tempos" pela revista Rolling Stone.

## Composição e lançamento

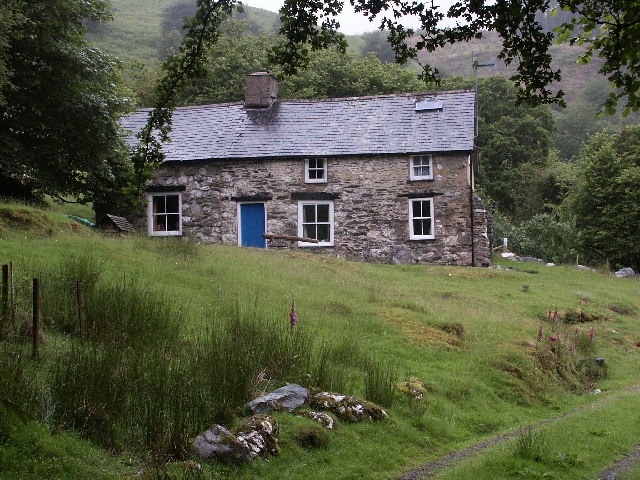
Bron-Yr-Aur, local onde "Stairway to Heaven" foi criada

A gravação de "Stairway to Heaven" começou em dezembro de 1970 no estúdio Basing Street da Island Records em Londres, e foi completada em 1971 quando Plant compôs a letra durante a produção de Led Zeppelin IV no estúdio Headley Grange em Hampshire. Page então voltou para os estúdios da Island para gravar seu solo de guitarra.
A música foi criada em 1970 quando Jimmy Page e Robert Plant estavam em Bron-Yr-Aur, uma residência em Gwynedd, País de Gales, após a quinta turnê norte-americana do Led Zeppelin. De acordo com Page, a parte instrumental foi escrita por ele "durante um longo período, a primeira parte surgindo numa noite em Bron-Yr-Aur". Page sempre mantinha um gravador de fitas cassete por perto e a ideia para "Stairway" surgiu de fragmentos de músicas já gravadas.
John Paul Jones, o baixista da banda, explicou que, após sua criação em Bron-Yr-Aur, a música foi apresentada a ele:
| “ | [Page e Plant] voltaram das montanhas galesas com a introdução e o riff da guitarra. Eu literalmente a ouvi em frente de uma grande fogueira em uma casa de campo. Eu peguei uma flauta e toquei um riff bem simples que nos deu uma introdução, depois fui até um piano para a seção seguinte, acompanhando as guitarras”. | ” |

Numa entrevista de 1977, Page explicou:
| “ | Eu ainda tenho a fita original que estava gravando no momento em que tocamos a "Stairway To Heaven" completa com a banda. Eu já tinha preparado tudo na noite anterior com John Paul Jones, anotado as mudanças e coisas assim. Naquele momento estávamos morando na mesma casa e trabalhando juntos regularmente então, no dia seguinte, começamos a trabalhar nela. Havia apenas uma parte onde havia um pequeno problema. Por alguma razão desconhecida, John Bonham não conseguia acertar o ritmo na parte com as doze cordas antes do solo. Mas, fora isso, tudo fluiu muito bem”. | ” |

O primeiro esboço de letra, escrito pelo vocalista Robert Plant próximo a uma lareira numa noite em Headley Grange, foi parcialmente improvisado e Page afirmou que "grande parte da letra foi escrita naquele momento". Page estava dedilhando as cordas e Plant estava com lápis e papel. Plant relatou:
| “ | (...)de repente minha mão estava escrevendo as palavras: ‘Há uma senhora que está certa, tudo o que reluz é ouro, e ela está comprando uma escadaria para o céu’. Eu simplesmente sentei, olhei para elas e quase pulei da cadeira”. A própria explicação de Plant para as letras foi que “era uma divagação cínica sobre uma mulher que sempre conseguia tudo o que queria sem dar a isso a devida reflexão ou consideração. O primeiro verso começa com aquele cínico movimento da mão... que foi suavizando depois”. | ” |

A letra da música refletia aquilo que Plant estava lendo no momento. O cantor estava estudando minuciosamente a obra do antiquário britânico Lewis Spence, e depois citou o livro Magic Arts in Celtic Britain de Spence como uma das fontes para a letra da música.
Em novembro de 1970, Page deu uma dica sobre a existência da nova música a um jornalista em Londres:
| “ | É uma ideia para uma faixa realmente longa... Você sabe como "Dazed and Confused" e outras músicas nesse estilo eram divididas em seções? Bem, queremos tentar algo novo com órgão e violão que aos poucos aumentam de intensidade e, em seguida, entram as partes elétricas... Poderá ser uma faixa de quinze minutos. | ” |

A gravação de estúdio completa foi lançada no Led Zeppelin IV em novembro de 1971. A gravadora da banda, Atlantic Records, estava muito interessada em lançar essa faixa como single, mas o empresário da banda, Peter Grant, recusou-se a fazer isso em 1972 e em 1973 devido ao seu tamanho. O resultado dessa decisão foi que as pessoas começaram a investir no quarto álbum como se fosse um single. Nos Estados Unidos, a Atlantic lançou "Stairway to Heaven" como single promocional de 7" em 1972.

## Música
A música consiste de várias seções distintas, começando com uma introdução suave com um violão de 6 cordas dedilhado e três flautas em estilo renascentista (terminando aos 2:15) e gradualmente passando a uma seção intermediária elétrica lenta (2:16-5:33), antes da seção final mais rápida, ao estilo hard rock (5:34 até o fim).
Composta em A menor, a música abre com uma progressão de cordas dedilhadas no violão em arpejo com uma linha de baixo descendente cromática A-G#-G-F#-F. John Paul Jones contribuiu com as flautas de madeira em overdub na seção de abertura (ele usou um Mellotron e depois um Yamaha CP70B Grand Piano e um Yamaha GX1 para sintetizar esse arranjo em performances ao vivo) e um piano elétrico Hohner Electra-Piano na seção intermediária.
As seções vão se desenvolvendo com mais camadas de guitarras, cada uma complementar à introdução, e com a bateria e o baixo entrando aos 4:18. Durante o interlúdio antes do início do solo de guitarra, o compasso se alterna entre o compasso comum e vários outros compassos: 3/4, 5/4 e finalmente 7/8. O solo estendido de Jimmy Page na seção final da música foi tocado na gravação com uma Fender Telecaster 1958 (instrumento que ele usou muito quando estava nos Yardbirds) plugada num amplificador Supro, mas, numa entrevista concedida por ele à revista Guitar World, Page afirmou que "Poderia ter sido um Marshall, mas não me lembro".  Três diferentes solos improvisados foram gravados e Page sofreu para decidir qual deles manter. Page depois revelou que “Eu já tinha a primeira frase pronta e depois havia a frase de ligação. Eu ensaiei com eles antes da fita rolar”. As outras partes de guitarra foram tocadas com um violão Harmony Sovereign H1260 e com uma Fender Electric XII (12 cordas), que podem ser ouvidos nos canais de gravação esquerdo e direito, respectivamente. Ao vivo, Page usava uma guitarra Heritage Cherry Gibson EDS-1275 6/12 “doubleneck”. A progressão final é uma progressão i-VII-VI (menor natural) progression (Am-G-F), muito usada no Rock.
O engenheiro de som Andy Johns lembra das circunstâncias que envolveram a gravação do famoso solo de Page:
| “ | Eu lembro que Jimmy teve um pouco de problema com o solo de ‘Stairway to Heaven’... Ele ainda não tinha terminado de compor. Hoje em dia você às vezes passa um dia inteiro fazendo uma coisa só. Naquele tempo, nunca fazíamos isso. Nós nunca passávamos muito tempo gravando alguma coisa. Eu me lembro de sentar na sala de controles com o Jimmy em pé perto de mim fazendo alguns gestos e não estávamos chegando a lugar algum. Eu podia ver que ele estava ficando um pouco paranóico então eu também estava ficando paranóico. Eu virei pra ele e disse ‘Você está me deixando paranóico!’ E ele disse ‘Não, você está me deixando paranóico!’ Era um círculo vicioso de paranóia. E então bang! Na tomada seguinte ele conseguiu. | ” |

De acordo com Page, "Stairway to Heaven": "Cristalizou a essência da banda. Ela tinha tudo e mostrou a banda em sua melhor forma... como uma banda, como uma unidade. Não estou falando apenas de solos ou coisas desse tipo, ela tinha tudo. Nós tivemos o cuidado de nunca lançá-la como single. Ela foi um marco para nós. Todo músico quer fazer algo de qualidade duradoura, algo que permanece relevante por muito tempo e acho que conseguimos isso com ‘Stairway’. [Pete] Townshend provavelmente achou que conseguiu isso com Tommy. Eu não sei se tenho a habilidade para fazer isso de novo. Eu tenho que trabalhar muito antes de poder chegar perto desses estágios de total e consistente brilhantismo".

## Acusações de plágio
Já foi sugerido por várias pessoas que a introdução da música é bastante parecida com a instrumental "Taurus", gravada em 1968 pelo grupo Spirit. Nas notas explicativas do relançamento de 1996 do álbum de estreia do Spirit, o compositor Randy California escreveu:
| “ | As pessoas sempre me perguntam porque "Stairway to Heaven" soa exatamente como "Taurus" que foi lançada dois anos antes. Eu sei que o Led Zeppelin também tocou ‘Fresh Garbage’ ao vivo. Eles abriram para nós em sua primeira turnê norte-americana. | ” |

Em 2014, Michael Skidmore, representante de Randy California, já morto, entrou com uma acusação formal contra a banda. A acusação foi a de que eles teriam roubado de "Taurus", música instrumental composta por Randy California e gravada pela banda americana Spirit, em 1967, o riff de guitarra que abre Stairway to Heaven. A acusação de plágio se baseou, além da semelhança das músicas, no fato de o Led Zeppelin ter aberto para o Spirit quando a banda britânica fez sua estreia em solo americano em 26 de dezembro de 1968, em Denver.
Em 23 de junho de 2016, o Led Zeppelin finalmente venceu este processo. O veredicto foi dado em um tribunal de Los Angeles. Desde o dia 14 de junho de 2016, Jimmy Page e Robert Plant defendiam que a faixa, uma das mais populares da história do rock, era trabalho exclusivo da banda. Para defendê-los, Jimmy Page, e Robert Plant chamaram o musicista e professor Lawrence Ferrara para um depoimento. Lawrence disse que o recurso usado pela banda na composição não passa de uma muito comum progressão cromática menor descendente usada há mais de 300 anos e, desde então, por todo tipo de músicos populares, entre eles Tom Jobim em "Insensatez".
Em 2018, essa decisão foi anulada por um painel de três juízes em São Francisco, que afirmou que algumas das instruções dadas ao júri do tribunal distrital tinham sido "erradas e prejudiciais", sem esclarecer que os acordos baseados em elementos de domínio público podem ser considerados originais.
Em 9 de Março de 2020, um painel de 11 juízes de São Francisco confirmou uma decisão de 2016, ao não encontrar evidências de que os Led Zeppelin tenham plagiado a introdução da música “Taurus”.
A canção de 1659, Sonata di Chitarra, e Violino, con il suo Basso Continuo do italiano Giovanni Battista Granata apareceu como uma conexão surpreendente com Stairway to Heaven, depois que a música alcançou um tremendo sucesso, surgiu uma disputa sobre se parte da obra foi plagiada. Comentaristas citaram numerosos trabalhos anteriores com algum grau de similaridade, incluindo a Sonata barroca. No entanto, a semelhança não era evidência de que Page e Plant plagiaram Granata.

## Performances ao vivo

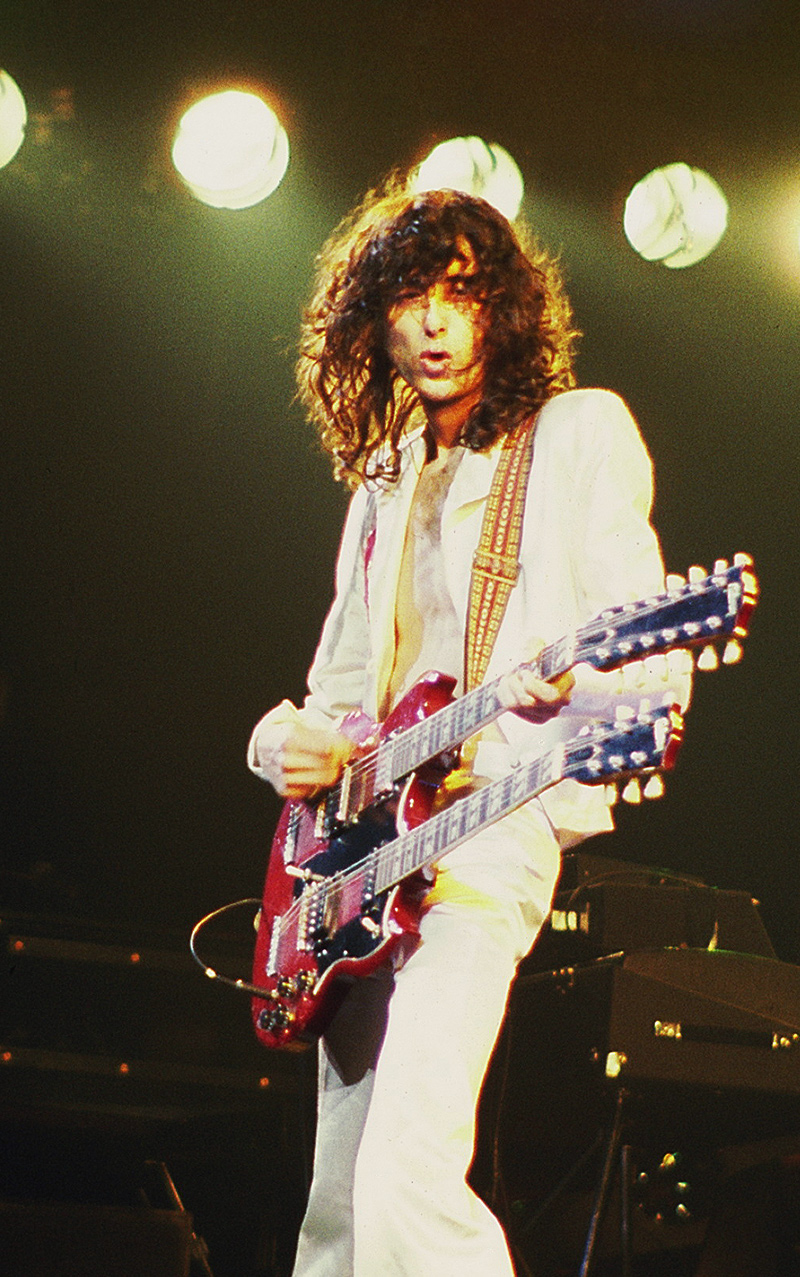
Jimmy Page usando uma guitarra de dois braços para tocar "Stairway to Heaven" ao vivo

A performance pública inaugural da música ocorreu no Ulster Hall de Belfast em 5 de março de 1971. O baixista John Paul Jones lembra que a plateia não ficou impressionada: “Eles ficaram de saco cheio de esperar para ouvir algo que conheciam”. Entretanto, Page afirmou que, numa das primeiras apresentações no LA Fórum, antes mesmo do álbum ser lançado, que: “Não estou dizendo que a plateia inteira aplaudiu de pé – mas uma boa parte sim. E eu pensei, ‘Isso é incrível, porque ninguém ainda ouviu essa música. Esta é a primeira vez que eles estão ouvindo!’ A música obviamente os emocionou, então eu soube que ela tinha algo de especial.
A estreia de "Stairway to Heaven" nas rádios foi gravada no Paris Cinema [Teatro localizado em Londres] em 1º de abril de 1971 para um auditório e transmitida três dias depois pela BBC. A canção foi executada em quase todos os concertos seguintes do Led Zeppelin, somente sendo omitida em raras ocasiões, quando os shows eram interrompidos por toques de recolher ou problemas técnicos. A última apresentação da banda tocando a música foi em Berlim em 7 de julho de 1980, que também foi seu último show por 27 anos; a versão também foi uma das mais longas, com duração de quase quinze minutos.
Quando tocava a música apartamento vivo, a banda frequentemente a estendia para mais de dez minutos, com Page tocando um solo de guitarra mais extenso e Plant acrescentando alguns improvisos líricos. Para tocar essa música ao vivo, Page usava uma Gibson EDS-1275 double neck para que ele não precisasse parar para mudar de uma guitarra de seis para uma de doze cordas.
Por volta de 1975, a música normalmente encerrava os shows do Led Zeppelin. Entretanto, depois de sua turnês nos EUA em 1977, Plant começou a se cansar de "Stairway to Heaven": “Há um limite para quantas vezes você pode cantá-la com entusiasmo... Depois acaba virando hipocrisia”.
A música foi tocada de novo pelos membros remanescentes do Led Zeppelin no concerto Live Aid concert em 1985; no concerto pelo aniversário de 40 anos da Atlantic Records em 1988, com Jason Bonham na bateria; e por Jimmy Page em versão instrumental nas suas turnês solo.
No final dos anos 80, Plant deixou clara sua impressão negativa da música em entrevistas. Em 1988, ele afirmou:
Eu ficaria com urticária se tivesse que cantar ‘Stairway to Heaven’ em todos os shows. Eu escrevi aquela letra e achei que aquela música teria alguma importância e consequência em 1971 mas, 17 anos depois, eu não sei. Simplesmente não é para mim. Eu a cantei no show da Atlantic Records porque eu sou sentimental e essa foi minha maneira de dizer obrigado para a Atlantic, já que estive com eles por 20 anos. Mas chega de "Stairway to Heaven" para mim.
Entretanto, em meados dos anos 90, a opinião de Plant aparentemente ficou mais branda. Os primeiros compassos foram tocados isoladamente durante as turnês de Page e Plant no lugar das notas finais de "Babe I'm Gonna Leave You" e, em novembro de 1994, Page e Plant executaram uma versão acústica da música numa estação de notícias de Tóquio para a televisão japonesa. "Stairway to Heaven" também foi tocada no show de reunião do Led Zeppelin na O2 Arena de Londres em 10 de dezembro de 2007.
Plant diz que a execução mais inusitada da música foi aquela do Live Aid: “... com dois bateristas enquanto o Duran Duran chorava ao lado do palco – havia algo de surreal naquilo”.
Imagens em vídeo da música sendo tocada ao vivo foram preservadas no filme “The Song Remains the Same”, que mostra uma apresentação no Madison Square Garden em 1973, e no DVD Led Zeppelin, que mostra uma apresentação na Earls Court Arena em 1975. Versões em áudio oficiais também estão disponíveis na trilha sonora de The Song Remains the Same, no Led Zeppelin BBC Sessions (uma apresentação no Paris Theatre de Londres, em 1971) e em How the West Was Won (uma apresentação na Long Beach Arena em 1972). Também há centenas de versões em áudio que podem ser encontradas em bootlegs não-oficiais do Led Zeppelin.

## Legado
A canção é muitas vezes citada como uma das melhores do rock. Embora a canção ter sido lançada em 1971, demorou até 1973 para ter realmente status de "hino". Como Page disse: "Eu sabia que era bom, mas eu não sabia que ia ser quase como um hino...Mas eu sabia que era a joia do álbum, com certeza."
"Stairway to Heaven" continua como canção de rock top nas rádios. Em 2006, na Guitar World os leitores escolheram o solo do música como melhor de todos os tempos.  No 20 º aniversário do lançamento original da canção, foi anunciado através de fontes de rádio dos EUA que a música tinha registrado um número estimado de 2,874 milhões de reproduções nas rádio, que seria executado por 44 sólidos anos. Em 2000, a canção tinha sido transmitido na rádio ao longo de três milhões de vezes.
A duração da música impediu a sua libertação em plena forma como um single. Apesar da pressão da Atlantic Records, a banda não autorizou a edição da música para o lançamento do single, fazendo "Stairway to Heaven" uma das canções de rock mais conhecidas e populares, apesar de nunca ter sido lançada como single. O fez, contudo, aparecem em dois discos promocionais nos Estados Unidos. A canção também apareceu em um EP australiano em 1991.
No aniversário de 20 anos do lançamento da música, a revista Esquire publicou um artigo sobre seu sucesso inesperado e sua influência duradoura. Karen Karbo escreveu:
| “ | É difícil de acreditar que alguém soubesse que essa música iria se tornar a mais popular música de Rock de todos os tempos. Afinal, ela tem oito minutos de duração e nunca foi lançada como single. ‘Hey Jude’ era mais curta, foi lançada em disco de 45 rotações e tinha os benefícios de possuir palavras compreensíveis e um refrão cativante. Mas ‘Hey Jude’ não é a música mais pedida de todos os tempos nas estações de rock em FM. Ninguém nem mesmo usou ‘Hey Jude’ como tema promocional ou tocou a música em casamentos e funerais, como aconteceu com ‘Stairway’. Mas ‘Stairway’ não conseguiria fazer sucesso hoje. Nos idos de 1971, os DJs das FMs tinham orgulho de explorarem os álbuns ao máximo para descobrir músicas diferentes e ‘cult’. Com sua enorme duração, mudanças bruscas e letra ‘cabeça’, o hino quase-medieval era a escolha perfeita. E continua sendo favorita entre ouvintes que são mais jovens do que a própria música; ouvintes que, em alguns casos, foram provavelmente concebidos enquanto a música tocava alto em alto-falantes de carros”. | ” |

Em 2004, a revista Rolling Stone a colocou em 31º lugar em sua lista das 500 Melhores Músicas de Todos os Tempos. Um artigo da revista Guitar World de 29 de janeiro de 2009 classificou o solo de guitarra de Jimmy Page em primeiro lugar em sua lista dos 100 Melhores Solos de Guitarra na História do Rock ’N’ Roll.
Erik Davis, um historiador social e um critico cultural comentou sobre o sucesso maciço da canção:
| “ | "Stairway to Heaven" não é a maior canção de rock dos anos 70; é o maior feitiço dos anos 70. Pense um pouco: todos nós estamos de saco cheio dela mas, de alguma maneira enigmática, ela ainda é a número um. Todo mundo sabe disso... Mesmo a nossa antipatia e deboche são ritualísticos. As paródias idiotas; o folclore inspirado pelo filme Wayne's World sobre as lojas de guitarra exigindo que os clientes não a tocassem; até mesmo a rejeição pública de Robert Plant – tudo isso simplesmente comprova a regra. ‘Stairway to Heaven’ não é somente a número um. É a Única, a essência, o mais perto que o AOR poderá te levar em direção ao absoluto”. | ” |

Page tem-se comentado sobre o legado da música:
| “ | A coisa maravilhosa sobre "Stairway" é o fato de que quase todo mundo tem sua própria interpretação individual sobre ela, e realmente o que significava para eles no seu ponto de vida. E é isso que é tão importante sobre ela. Com o passar dos anos as pessoas vêm a mim com todo o tipo de histórias sobre o que significava para eles em determinados pontos de suas vidas. Sobre como ele tem-los através de algumas circunstâncias realmente trágico...Porque é uma música extremamente positivo, é uma energia tão positiva, e, você sabe, as pessoas têm se casado com [a canção]. | ” |

A Canção faz parte da trilha sonora internacional da novela Top Model, da Rede Globo.

## Alegações sobre mensagens ocultas
Em um programa de televisão Janeiro de 1982, a Trinity Broadcasting Network hospedado por Paul Crouch, foi alegado que as mensagens ocultas estavam contidos em muitas canções de rock popular através de uma técnica de inversão. Um exemplo deste tipo de mensagens ocultas que foi proeminentemente citado foi em "Stairway to Heaven". A mensagem alegada, que ocorre durante a seção do meio da música ("If there's a bustle in your hedgerow, don't be alarmed now...") quando tocada para trás, supostamente continha referências satânicas "Aqui está a meu doce Satanás" e "Eu canto porque eu vivo com Satanás".
Após as alegações feitas no programa de televisão, o deputado da Califórnia Phil Wyman propôs uma lei estadual que exige aviso sobre rótulos de registros contendo mensagens para trás. Em abril de 1982, o Comitê de Defesa do Consumidor e de materiais tóxicos da Assembleia do Estado da Califórnia realizou uma audiência sobre mensagens tocadas ao contrário na música popular, durante o qual "Stairway to Heaven" foi tocado para trás.
Várias versões da mensagem alegada existe. Uma tal interpretação lê:
A banda em si tem ignorado dessas reivindicações; em resposta às alegações, a Swan Song Records, emitiu a seguinte declaração: "Nosso toca-discos só toca em uma direção-para frente." Eddie Kramer, engenheiro de som da banda disse: "totalmente e totalmente ridículo. Por que eles querem gastar tempo de estúdio muito fazendo algo tão idiota?" Robert Plant expressa frustração com as acusações em uma entrevista de 1983, em a revista Musician: Para mim é muito triste, porque "Stairway to Heaven" foi escrita com todas as melhores intenções, e, tanto quanto a reverter fitas e colocar mensagens no final, isso não é minha ideia de fazer música."

## Presença em "Top Model Internacional" 1990
19 anos após seu lançamento, em 1990 a canção integrou a trilha sonora internacional da novela "Top Model", exibida pela TV Globo entre 1989/1990. Na trama de Antonio Calmon a canção foi tema o protagonista "Gaspar", interpretado por Nuno Leal Maia.

## Outras versões
Já houve covers da música. A interpretação de Rolf Harris tocada com didjeridu, um tipo de flauta australiana, e sua wobble board alcançou a posição 7 nas paradas britânicas em 1993. A versão de Rolf Harris foi uma das 25 versões que foram executadas ao vivo por artistas convidados no talk show australiano do começo dos anos 90 The Money or the Gun – todas sendo versões únicas da música no estilo idiossincrático de cada artista convidado.
Dolly Parton lançou um cover acústico simplificado em 2002; Plant elogiou a versão de Parton, observando que ele teve uma surpresa agradável ao ver o resultado da versão dela.
Em 1977, Little Roger e os Goosebumps gravaram uma paródia da música na qual a letra da música tema da série de televisão Gilligan's Island foi cantada no lugar da letra original. Em menos de cinco semanas, os advogados do Led Zeppelin ameaçaram processá-los e exigiram que todas as cópias remanescentes da gravação fossem destruídas. Entretanto, durante uma entrevista à National Public Radio em 2005, Plant se referiu a essa versão como sendo seu cover preferido de "Stairway to Heaven".
A comédia SCTV fez uma sátira elaborada da música em seu álbum de paródias “Stairways to Heaven”. Esse álbum, divulgado no estilo da K-tel, contém trechos de várias covers, supostamente de artistas que variavam desde Slim Whitman até o grupo de paródias dos anos 50 "The Five Neat Guys," além da versão original. Esse projeto, devido a problemas com direitos autorais, não foi lançado em DVDs para a série.
Uma versão da Far Corporation foi lançada em 1985 e alcançou o 8º lugar nas paradas britânicas.
Frank Zappa criou um arranjo “big band/reggae” da música como um dos destaques de sua turnê de 1988. Esse arranjo, incluído no álbum The Best Band You Never Heard In Your Life, contém uma seção na qual a banda de Zappa toca o solo de Jimmy Page com cornetas.
O físico e compositor australiano Joe Wolfe compôs um conjunto de variações de "Stairway to Heaven." Esse trabalho, intitulado The Stairway Suite, foi composto para orquestra, big band, coral e SATB [soprano, alto, tenor e baixo]. Cada variação segue o estilo de um famoso compositor: Franz Schubert, Gustav Holst, Glenn Miller, Gustav Mahler, Georges Bizet e Ludwig van Beethoven. Por exemplo, a variação inspirada por Schubert é baseada na Sinfonia Inacabada e a variação inspirada por Beethoven inclui solistas vocais, coral e lembra a Nona Sinfonia. Wolfe postou a partitura completa dessa obra na Internet.

## Reconhecimento
| Publicação                 | País        | Elogio                                                     | Ano  | Rank |
| -------------------------- | ----------- | ---------------------------------------------------------- | ---- | ---- |
| Rock and Roll Hall of Fame | EUA         | "Rock and Roll Hall of Fame, 500 canções do Rock and Roll" | 1994 | *    |
| Classic Rock               | Reino Unido | "Dez melhores canções de sempre!"                          | 1999 | 1    |
| VH1                        | EUA         | "As 100 melhores canções de rock"                          | 2000 | 3    |
| RIAA                       | EUA         | "Canções do século"                                        | 2001 | 53   |
| Grammy Awards              | EUA         | "Grammy Hall da Fama Prêmio"                               | 2003 | *    |
| Rolling Stone              | EUA         | "500 melhores canções de sempre"                           | 2003 | 31   |
| Q                          | Reino Unido | "100 canções que mudaram o mundo"                          | 2003 | 47   |
| Toby Creswell              | Austrália   | "1001 Canções: As melhores de sempre"                      | 2005 | *    |
| Q                          | Reino Unido | "100 melhores de sempre"                                   | 2006 | 8    |
| Rolling Stone              | EUA         | "100 maiores solos de guitarra de sempre"                  | 2008 | 8    |
| Triple J                   | Austrália   | "100 mais quentes de todos os tempos"                      | 2009 | 10   |
| Guitar World               | EUA         | "100 maiores solos de guitarra"                            | 2006 | 1    |

(*) Não ordenado.

## Formatos
1972 7" single (Filipinas: Atlantic 45-3747)
- A. "Stairway to Heaven" [parte 1] (Page, Plant) 4:01
- B. "Stairway to Heaven" [parte 2] (Page, Plant) 4:01

1972 7" promo (Estados Unidos: Atlantic PR 175 [picture sleeve])
- A. "Stairway to Heaven" [estéreo] (Page, Plant) 8:02
- B. "Stairway to Heaven" [mono] (Page, Plant) 8:02

1972 7" promo (Estados Unidos: Atlantic PR-269)
- A. "Stairway to Heaven" [estéreo] (Page, Plant) 7:55
- B. "Stairway to Heaven" [mono] (Page, Plant) 7:55

1972 7" promo  (África do Sul: Atlantic Teal)
- A. "Stairway to Heaven" (Page, Plant) 8:02
- B. "Going to California" (Page, Plant) 3:31

1978 12" single (Brasil: WEA 6WP.2003)
- A. "Stairway to Heaven" [estéreo] (Page, Plant) 8:02
- B. "Stairway to Heaven" [mono] (Page, Plant) 8:02

1990 7" promo (Reino Unido: Atlantic LZ3)
- A. "Stairway to Heaven" (Page, Plant) 8:02
- B. "Whole Lotta Love" (Bonham, Jones, Page, Plant, Dixon)

1991 20th Anniversary promo (Estados Unidos: Atlantic PRCD 4424-2, Japão: Warner Pioneer PRCD 4424-2)
- CD single, 7" single

## Créditos
- Robert Plant – Vocais, pandeireta
- Jimmy Page – guitarra elétrica, guitarra acústica
- John Paul Jones – mellotron, piano elétrico, baixo
- John Bonham – bateria

## Posições

### Single(Downloaddigital)
| Paradas (2007)                               | Melhor posição |
| -------------------------------------------- | -------------- |
| New Zealand RIANZ Singles Chart              | 13             |
| Norwegian Singles Chart                      | 5              |
| Irish Singles Chart                          | 24             |
| UK Singles Chart                             | 37             |
| US Billboard Hot Digital Songs Chart         | 30             |
| US Billboard Hot Singles Recurrents Chart    | 16             |
| Canadian Billboard Hot Digital Singles Chart | 17             |
| EU Billboard Hot 100 Singles Chart           | 79             |
| Swiss Singles Chart                          | 17             |
| Portuguese Singles Chart                     | 8              |
| Parada (2008)                                | Melhor posição |
| Swedish Singles Chart                        | 57             |
| German Singles Chart                         | 71             |
| Parada (2010)                                | Melhor posição |
| German Singles Chart                         | 15             |

Nota: A UK Singles Chart incorporou downloads legais a partir de 17 de abril de 2005.

### Leitura complementar
- Barker, David (2006). 33 1/3 Greatest Hits, Volume 1 (em inglês). Londres: A&C Black. p. 272. ISBN 0826419038
- Creswell, Toby (2005). «Stairway to Heaven». 1001 Songs: the Great Songs of All Time (em inglês) 1ª ed. Prahran, Victoria: Hardie Grant Books. ISBN 9781740664585
- Davis, Stephen (1985). The Hammer of the Gods (em inglês) 1ª ed. [S.l.]: William Morrow & Co. ISBN 0688045073
- Lewis, Dave; Pallett, Simon (1997). Led Zeppelin: The Concert File (em inglês). Londres: Omnibus Press. ISBN 0-7119-5307-4
- Rice, Tim; Gambaccini, Paul; Rice, Jo (1995). Guinness British Hit Singles (em inglês) 10ª ed. Nova Iorque: Guinness World Records Limited. ISBN 0851426332 Verifique |isbn= (ajuda)
- Shmoop (2010). Stairway to Heaven: Shmoop Music Guide (em inglês). [S.l.]: Shmoop University, Inc. ISBN 1-61062-069-0
- Welch, Chris (1994). Led Zeppelin (em inglês). Londres: Orion Books. ISBN 0-85797-930-3 Verifique |isbn= (ajuda)
- Welch, Chris (1998). Led Zeppelin: Dazed and Confused: The Stories Behind Every Song (em inglês). [S.l.]: Thunder's Mouth Press. 160 páginas. ISBN 1-56025-818-7
- Welch, Chris (2002). Peter Grant: The Man Who Led Zeppelin (em inglês). Londres: Omnibus Press. 231 páginas. ISBN 0-7119-9195-2